# 柔道家
柔道家（じゅうどうか）為修習柔道者的稱呼，通常指的是四段以上者。與柔道選手不太一樣，通常用來當作已經引退（或是師範）一類有著崇高身分者的尊稱。
擁有高知名度（如獲得奧運柔道獎牌者），也常被傳播媒體稱為柔道家。